# Burnout 2: Point of Impact
Burnout 2: Point of Impact is het vervolg op het eerste Burnout-spel en werd uitgebracht op 30 september 2002. Burnout 2 is ontwikkeld door Criterion Games en gepubliceerd door Acclaim Entertainment. Het spel kreeg zelf meerdere opvolgers door Burnout 3: Takedown, Burnout Revenge en Burnout Paradise.

## Gameplay
Het spel heeft veel weg van zijn voorganger, zo is er een Championship-modus, echter zijn de face-off-uitdagingen in Championship-modus verwerkt en is er een nieuwe modus genaamd Pursuit waar het de bedoeling is om één wagen uit te schakelen met een politie-auto, er is ook een nieuw championship-modus genaamd de custom championship waar de custom cars gewonnen kunnen worden en de Marathons zijn vervangen door Point to Point-parcoursen.
In tegenstelling van de eerste Burnout rijdt de speler alleen in Amerika en niet in Europa.
De grafische weergave is ook verbeterd, zodat er nu ook onderdelen van de wagen afvliegen als men een aanrijding maakt, de auto's zijn nog sneller en kan men nu ook de custom cars vrijspelen, dit zijn opgevoerde versies van de auto's die aan het begin te kiezen zijn.

## Ontvangst
| Beoordeeld door | Jaar | Platform      | Score |
| --------------- | ---- | ------------- | ----- |
| PGNx Media      | 2002 | PlayStation 2 | 100%  |
| Fragland.net    | 2003 | Xbox          | 91%   |
| GamePro (US)    | 2003 | GameCube      | 90%   |
| IGN             | 2002 | PlayStation 2 | 90%   |
| N-Zone          | 2003 | GameCube      | 89%   |
| GameZone        | 2002 | PlayStation 2 | 85%   |
| 4Players.de     | 2002 | PlayStation 2 | 82%   |
| Games TM        | 2003 | Xbox          | 80%   |
| Gamekult        | 2002 | PlayStation 2 | 80%   |
| Super Play      | 2002 | PlayStation 2 | 70%   |